# Hauptstraße 23 (Merkendorf)
Die Scheune Hauptstraße 23 ist ein eingeschossiges Gebäude mit Halbwalmdach in der Hauptstraße 23, Ecke Gerberstraße der Stadt Merkendorf im Fränkischen Seenland (Mittelfranken) und steht unter Denkmalschutz.

## Bau
Das Gebäude wurde im 18. Jahrhundert errichtet. Der Massivbau weist einen Fachwerkgiebel auf.